# Luxemburgia angustifolia
Luxemburgia angustifolia är en tvåhjärtbladig växtart som beskrevs av Jules Émile Planchon. Luxemburgia angustifolia ingår i släktet Luxemburgia och familjen Ochnaceae. Inga underarter finns listade i Catalogue of Life.